# Punta della Dogana

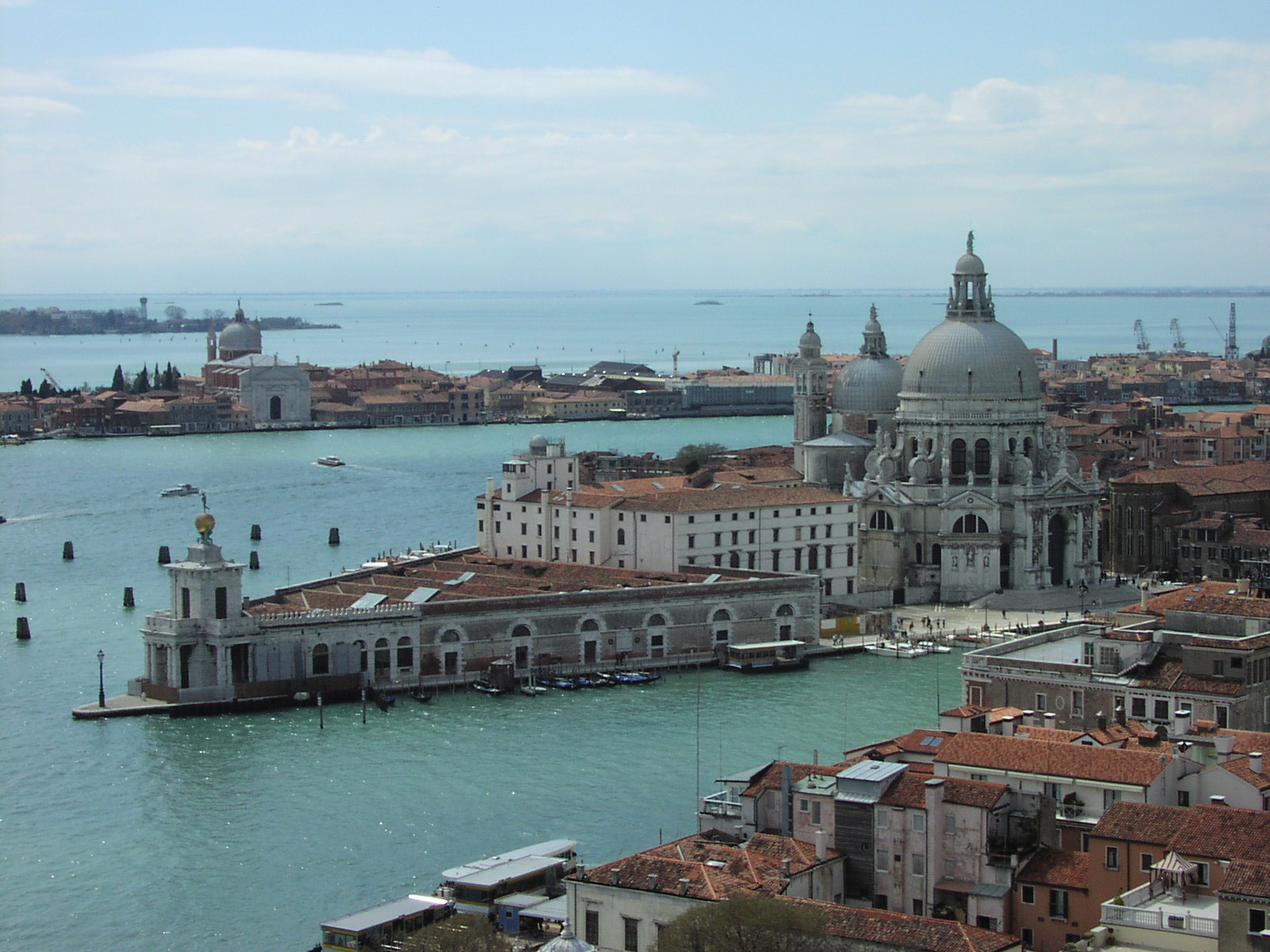
de Punta della Dogana gezien vanop de campanile aan de basiliek van San Marco

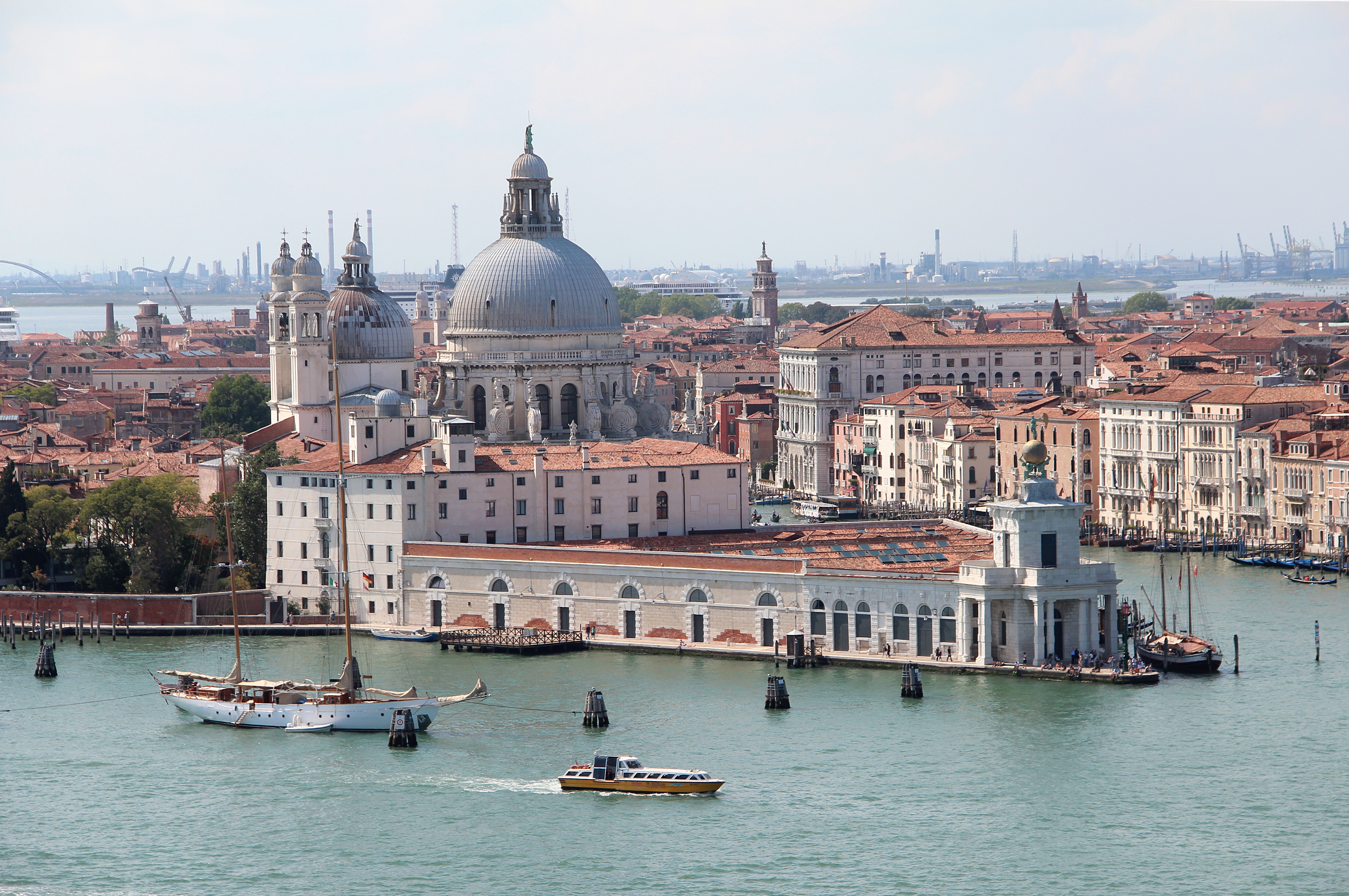
de Punta della Dogana gezien vanop de campanile van de basiliek van San Giorgio Maggiore

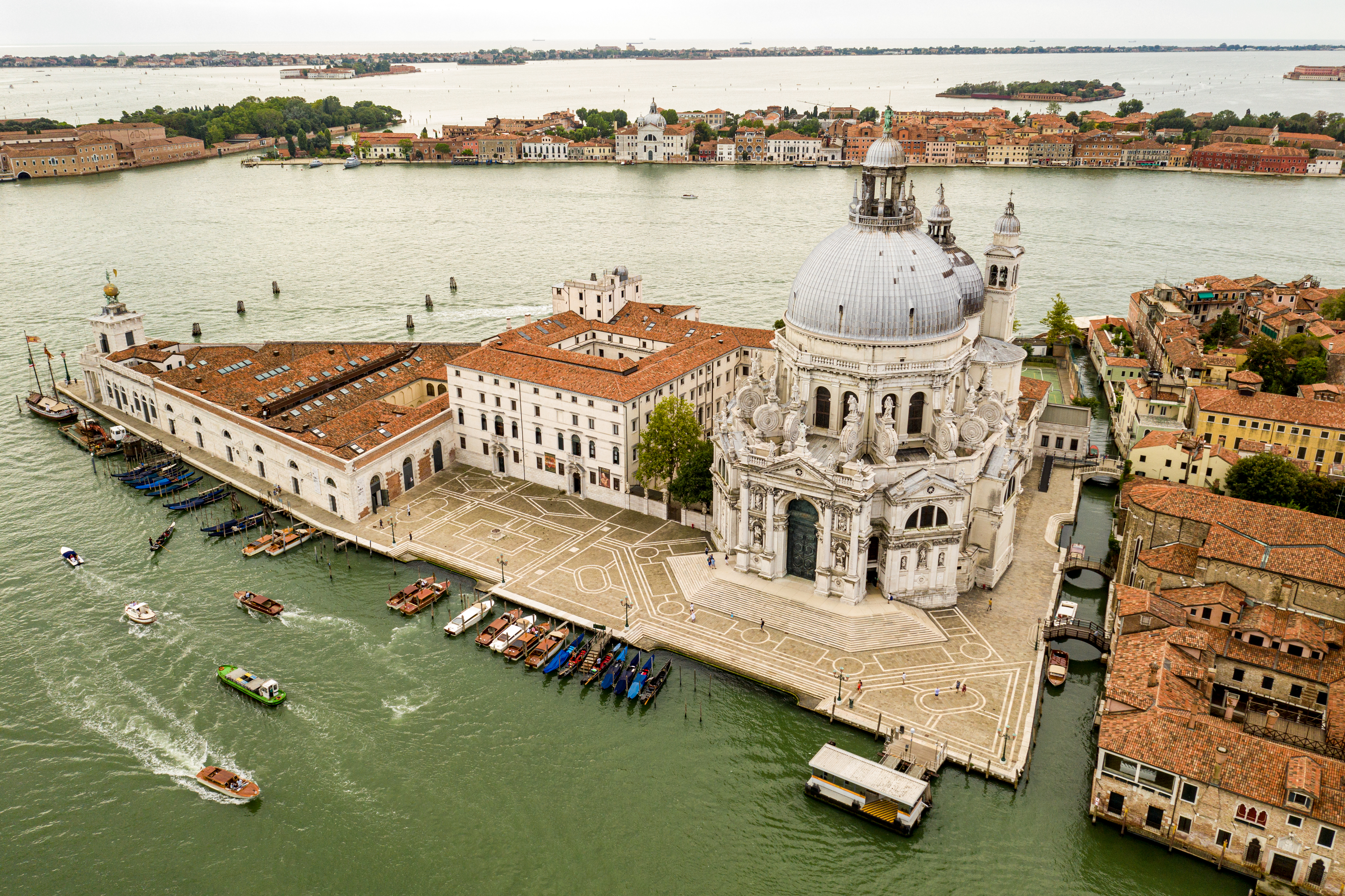

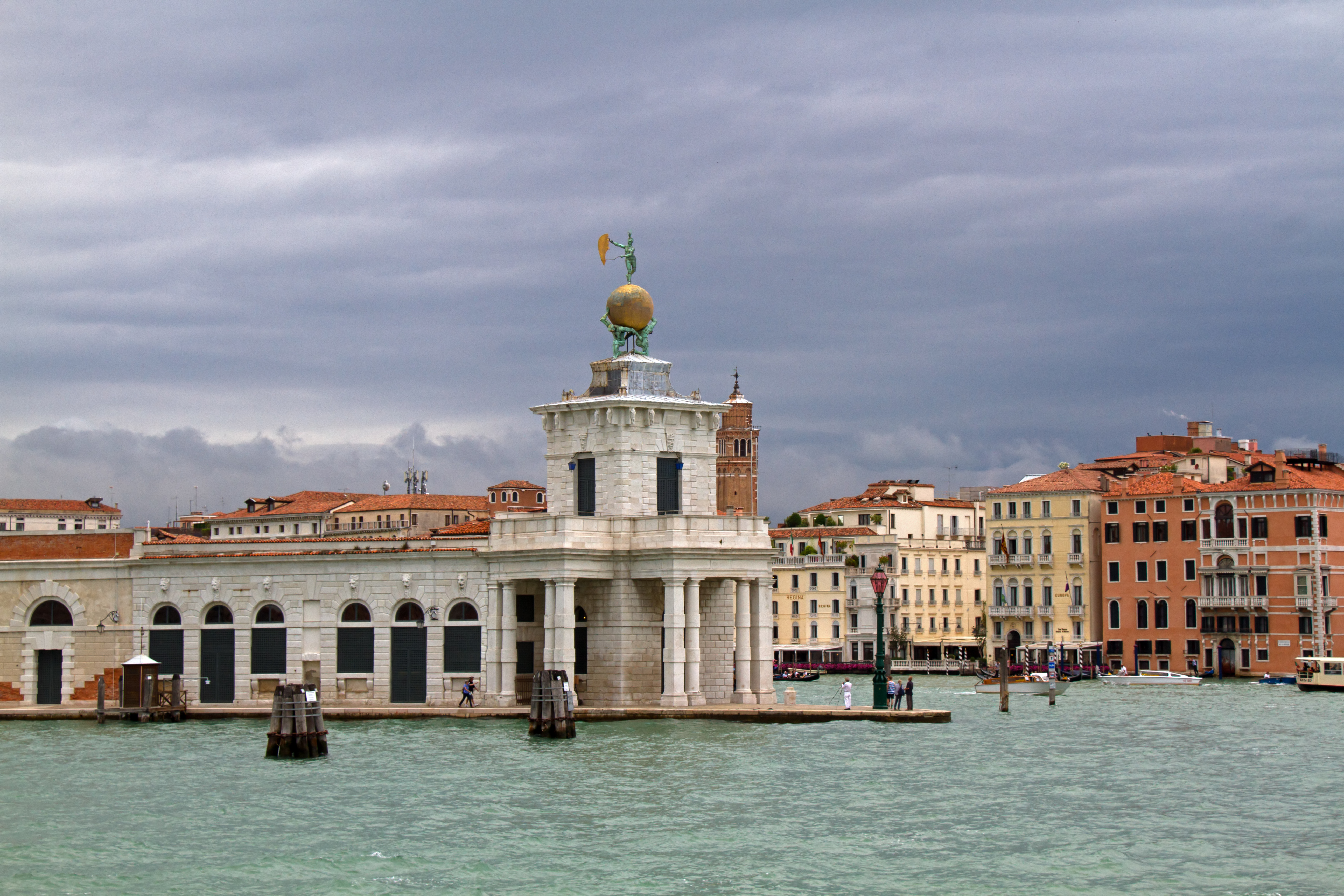

De Punta della Dogana is een landtong van de Italiaanse stad Venetië aan de Bacino San Marco waar langs beide zijden van de tip respectievelijk het Canal Grande en het Canale della Giudecca in de Bacino San Marco uitmonden.
De Punta della Dogana behoort tot de Centro Storico, de eilanden die het historisch centrum van Venetië uitmaken, en is daarbinnen onderdeel van de sestiere Dorsoduro. Het eiland is van de andere eilanden van Dorsoduro gescheiden door het kanaal Rio della Saluta dat overbrugd wordt door vier bruggen, te weten van noord naar zuid de Ponte de l'Abazia, een private brug, de Ponte de la Salute en de Ponte de l' Umiltà helemaal aan het Canale della Giudecca, de brug die de Fondamenta delle Zattere naar de landtong voert.
Op de Punta della Dogana staan drie belangrijke gebouwen: het voormalige douanegebouw Dogana da Mar, waarin sinds 2009 het Punta della Dogana kunstencentrum is gehuisvest, de Basiliek van Santa Maria della Salute en het Grootseminarie van het Patriarchaat Venetië.
De Dogana da Mar is een 17e-eeuws gebouw, ontworpen door architect en ingenieur Giuseppe Benoni. Het werd gebouwd tussen 1677 en 1682. De dogana heeft een driehoekige vorm, aan elke zijde bestaande uit 8 traveeën twee verdiepingen hoog en wordt bekroond aan de tip van het eiland door een toren met daarboven de gouden bal, een vergulde bronzen bol ondersteund door twee Atlasbeelden, om de wereld af te beelden. Op de bal een beeld "Occasio", die Fortuna voorstelt, het beeldhouwwerk is van Bernardo Falconi, rond zijn as draaiend om de richting van de wind aan te geven en, symbolisch, de veranderlijkheid van het geluk zelf.
Ten tijde van de Republiek Venetië werd het complex, vanwege de centrale ligging tussen het Bacino San Marco en de mond van het Canal Grande en het Canale della Giudecca, gebruikt als douanekantoor voor goederen en goederen die onderworpen waren aan de zeehandel. In de 15e eeuw moesten boten aanmeren bij de Dogana del Mar voordat ze konden doorvaren naar de Rialtowijk, het commerciële centrum van de stad. In die tijd kon men met een ketting het kanaal blokkeren door deze te spannen tussen torens aan weerszijden van het kanaal.
Het douanegebouw raakte in onbruik, onderging verschillende renovaties, waaronder in 1838 door de Italiaanse architect Alvise Pigazzi en in 2009 door de Japanse architect Tadao Ando dankzij de financiële steun van François Pinault. Pinault verkreeg een leasingovereenkomst waarbij de Fondation Pinault het gebouw 33 jaar mag gebruiken om enkele werken uit de Pinault-collectie tentoon te stellen en zo de tentoonstellingsruimte van het Palazzo Grassi aan te vullen, centraler in de binnenstad gelegen.